# 巨智部忠承
巨智部忠承（日语：／ Kochibe Tadatsune，1854年3月11日〈嘉永7年2月13日〉—1927年〈昭和2年〉3月29日）是一名日本地質學家，曾擔任農商務省地質調查所所長與統監府農商工部技監。

## 生平
巨智部忠承出生於長崎市爐粕町，是巨智部英三郎的長子。他畢業於東京大學，並於1880年7月擔任該校理學部地質學教授。此後，他兼任勸農局事務、地質課的工作，並於1883年11月成為農商務省御用掛，隔年兼任文部省御用掛。之後，他被任命為農商務省的權少技長，服務於地質局，並於1888年成為地質局課長心得。1893年，他升任地質調查所所長，成為應用地質學的先驅，參與地質圖的製作、礦床調查及油田開發等工作。1905年，他擔任統監府農商工部技監。

## 備註
1. 1 2  人事興信所 1903，861頁.
2. 1 2 3 4  人事興信所 1915，こ40頁.
3. 1 2 3 4 5 6  上田ほか 2001，765頁.